# شلابولیخا
شلابولیخا (به لاتین: Shelabolikha) یک منطقهٔ مسکونی در روسیه است که در سرزمین آلتای واقع شده‌است.